# Governo Adenauer III
Il terzo governo Adenauer fu il terzo governo della Germania Ovest in carica dal 27 ottobre 1957 al 14 novembre 1961, formatosi dopo le elezioni del '57, durante la terza legislatura del Bundestag.
Il governo era sostenuto da una maggioranza di centrodestra, composta da: CDU, CSU e Partito tedesco.
Nel 1960, i ministri del Partito tedesco entrarono nella CDU.

## Situazione Parlamentare
| Camera    | Collocazione | Partiti                                | Seggi     |
| --------- | ------------ | -------------------------------------- | --------- |
| Bundestag | Maggioranza  | CDU (222), CSU (55), FDP (44), DP (17) | 338 / 519 |
| Bundestag | Opposizione  | SPD (181)                              | 181 / 519 |

## Composizione
| Ministero                                 | Nome | Nome                                    | Partito      |
| ----------------------------------------- | ---- | --------------------------------------- | ------------ |
| Cancelliere federale                      |      | Konrad Adenauer                         | CDU          |
| Vice-cancelliere, Economia                |      | Ludwig Erhard                           | Indipendente |
| Esteri                                    |      | Heinrich von Brentano dal 30/10/1961    | CDU          |
| Interni                                   |      | Gerhard Schröder                        | CDU          |
| Giustizia                                 |      | Fritz Schäffer                          | CSU          |
| Finanze                                   |      | Franz Etzel                             | CDU          |
| Alimentazione, Agricoltura e Foreste      |      | Heinrich Lübke fino al 15/09/1959       | CDU          |
| Alimentazione, Agricoltura e Foreste      |      | Werner Schwarz dal 14/10/1959           | CDU          |
| Lavoro e Solidarietà sociale              |      | Theodor Blank                           | CDU          |
| Difesa                                    |      | Franz Josef Strauß                      | CSU          |
| Trasporti                                 |      | Hans-Christoph Seebohm                  | DP, CDU      |
| Poste e Telecomunicazioni                 |      | Richard Stücklen                        | CSU          |
| Alloggi                                   |      | Paul Lücke                              | CDU          |
| Rifugiati di guerra                       |      | Theodor Oberländer fino al 04/05/1960   | CDU          |
| Rifugiati di guerra                       |      | Hans-Joachim von Merkatz dal 27/10/1960 | CDU          |
| Questioni pan-tedesche                    |      | Ernst Lemmer                            | CDU          |
| Affari regionali                          |      | Hans-Joachim von Merkatz                | DP, CDU      |
| Energia atomica e depurazione delle acque |      | Siegfried Balke                         | CSU          |
| Famiglia e gioventù                       |      | Franz-Josef Wuermeling                  | CDU          |
| Tesoro                                    |      | Hermann Lindrath, morto il 27/02/1960   | CDU          |
| Tesoro                                    |      | Hans Wilhelmi dal 12/04/1960            | CDU          |